# Citamiang (Kadudampit)
Citamiang is een bestuurslaag in het regentschap Sukabumi van de provincie West-Java, Indonesië. Citamiang telt 5104 inwoners (volkstelling 2010).